# Gerald Rosales
Gerald Rosales (7 juli 1976) is een golfprofessional uit de Filipijnen. Hij speelt op de Aziatische PGA Tour.

## Amateur
Rosales begon met golf pas in 1992, hoewel er veel goede golfers in zijn familie zijn. Zijn zusje Jennifer speelt op de Amerikaanse Ladies Tour.

### Gewonnen
- 1997: Filipijns Amateur Kampioenschap
- 1999: Singapore Amateur Kampioenschap

### Teams
- Southeast Asian Games: 1997 (individueel winnaar), 1999 (individueel en team winnaar)

Eind 1998 deed Rosales mee aan de Aziatische Spelen en behaalde een zilveren medaille.

## Professional
Rosales werd in 1999 professional.
Op 24-jarige leeftijd won hij in 2000 het Filipijns Open, een toernooi dat al sinds 1913 bestaat en mogelijk het oudste golftoernooi van Azië is. Toch hoorde het niet bij de Aziatische Tour.Ook werd hij derde bij het Singapore Open.
 In 2005 en 2007 eindigde hij bij het Filipijns Open op de tweede plaats.
Zijn coach is Kel Llewellyn uit Australië. Hij werkt in de Asian PGA Golf Academy in Johor Bahru, Maleisië.

### Gewonnen
- 2000: Filipijns Open

### Teams
- World Cup: 2009